# اتفاقية لندن (1861)
اتفاقية لندن هي اتفاقية وقعت عن طريق فرنسا، إسبانيا والمملكة المتحدة في 31 أكتوبر 1861. مقترح الإتفاقية يهدف إلى إتخاذ إجراء تجاه الحصول على دفعات القروض من المكسيك. رغم أن هذه الإتفاقية إنتهكت الهدف الأساسي من مبدأ مونرو (عدم تدخل القوى الأوروبية في الجزء الغربي من العالم) إلا أن الولايات المتحدة لم تستطع معارضة الإتفاقية بسبب انشغالها في الحرب الأهلية الأمريكية.
الاتفاقية جعلت الدول الثلاث تقوم بالضغط على المكسيك عن طريق عدة حصارات. بعد الاجتياح الفرنسي للمكسيك، إسبانيا والمملكة المتحدة أدركوا نوايا الفرنسيين في استعمار المكسيك فقاموا بسحب قواتهم من المنطقة نتج عن ذلك صراع يسمى بالحرب الفرنسية المكسيكية.